# Vasiliy Levit
Vasiliy Levit (24 febbraio 1988) è un pugile kazako.